# Manfrotto

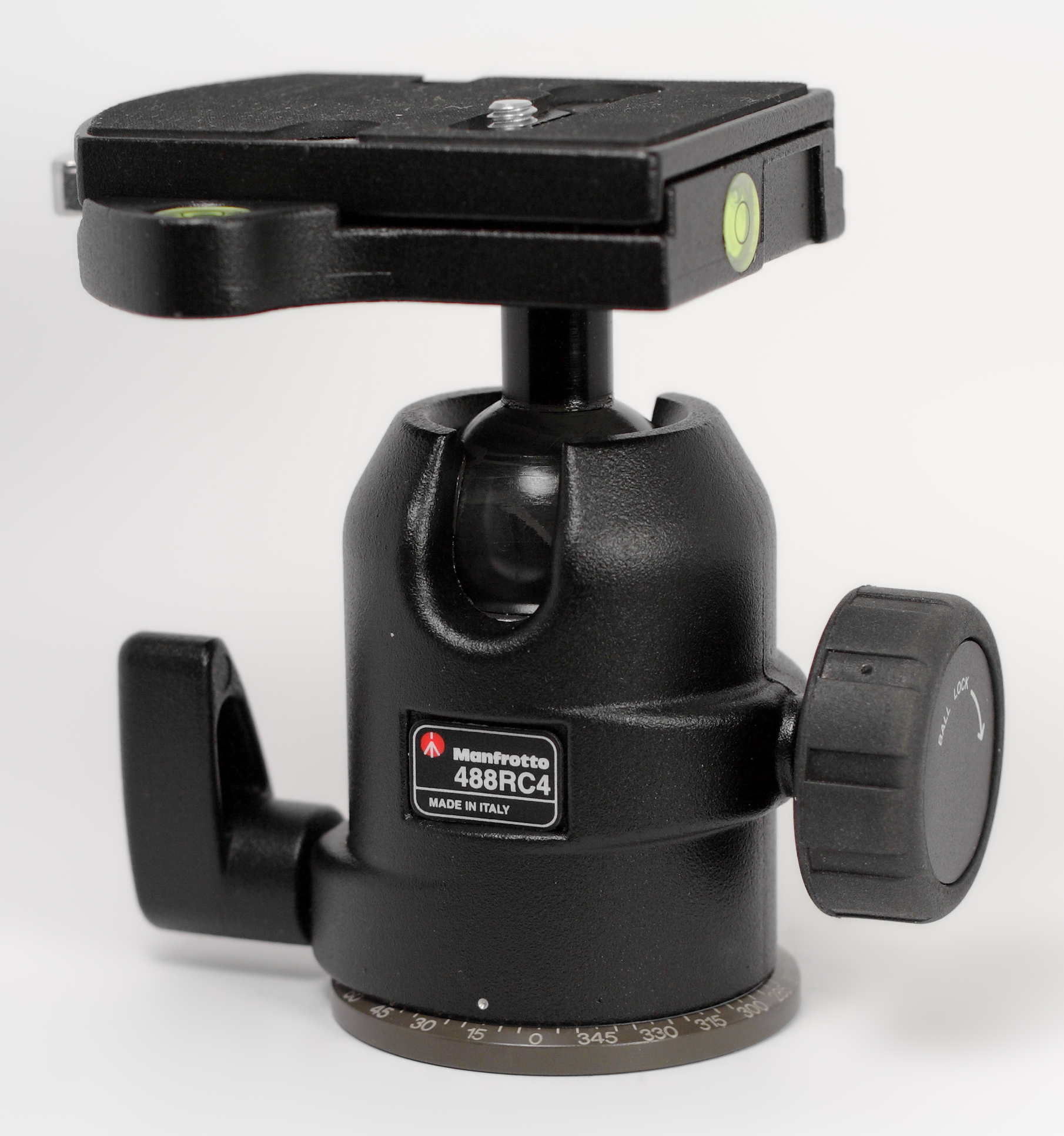
штативна головка Manfrotto 488 RC4

Manfrotto — виробник допоміжного обладнання для професійного фото- та відеовиробництва. До продукції компанії належать штативи, головки та аксесуари для фото- та відеокамер; підвісні системи для телевізійних студій; кріпильне обладнання для кіноіндустрії.
З 1989 року Manfrotto є частиною Vitec Group, яка володіє також французькою компанією подібного профілю Gitzo та американською Bogen. У США продукція Manfrotto продається під торговою маркою Bogen/Manfrotto.